# USS Astoria (CA-34)
Pour les autres navires du même nom, voir USS Astoria.
L’USS Astoria (CA-34) est un croiseur lourd de classe New Orleans de l’United States Navy durant la Seconde Guerre mondiale.

## Historique

Schéma 1 des dommages de l'USS Astoria - 9 aout 1942

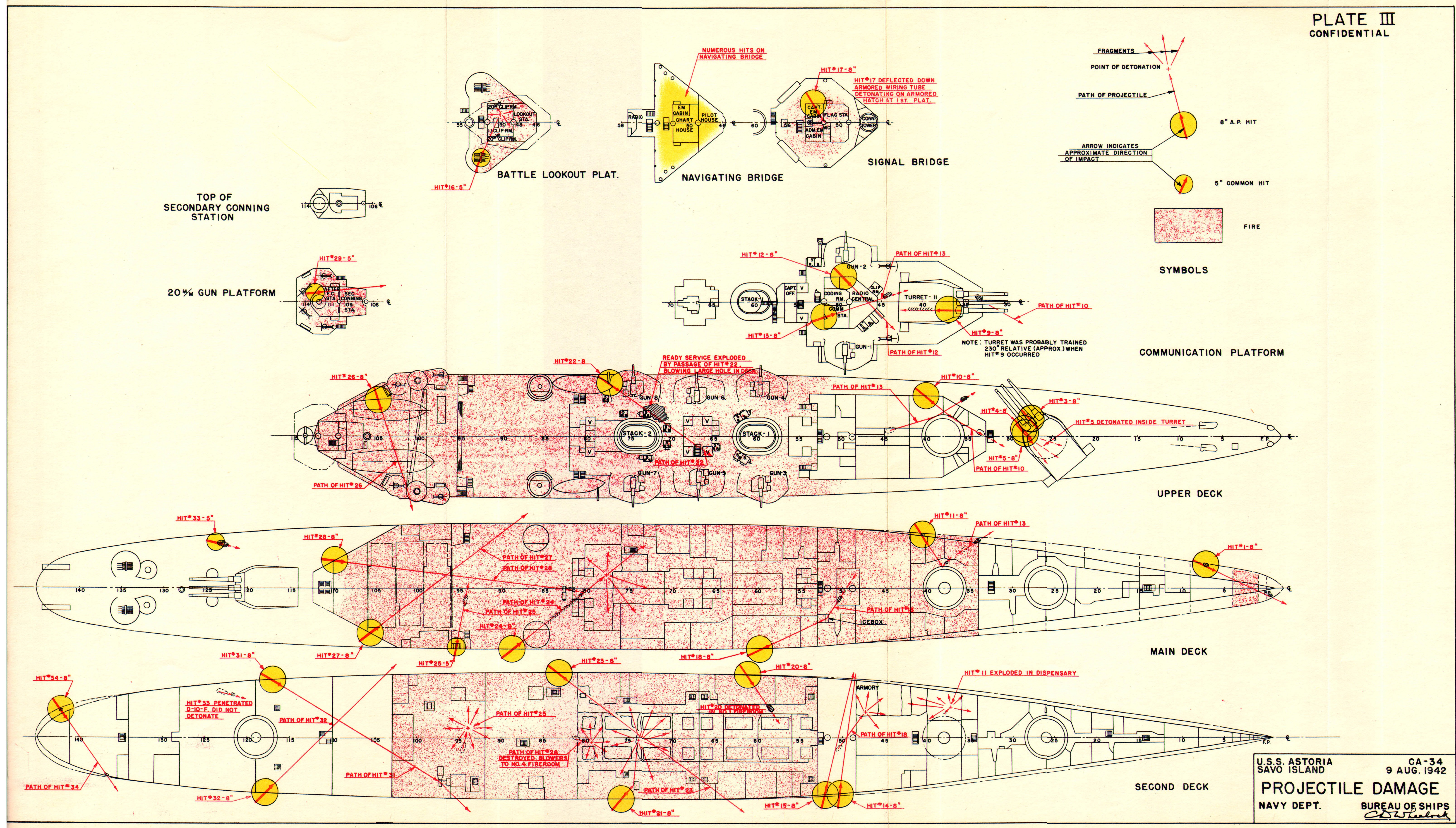
Schéma 2 des dommages de l'USS Astoria - 9 aout 1942

Commissionné le 1er juin 1934 dans l'United States Navy, il participe à la fois durant le conflit mondial à la bataille bataille de la mer de Corail et à la bataille de Midway, mais a ensuite été coulé en août 1942 à la bataille de l'île de Savo.